# FIRA-Pokal 1975/76
Der FIRA-Pokal 1975/76 (engl. FIRA Trophy) war ein Wettbewerb für europäische Nationalmannschaften in der Sportart Rugby Union. Es handelte sich um die 16. Ausgabe der vom Verband FIRA organisierten Rugby-Union-Europameisterschaft sowie um die dritte Ausgabe unter diesem Namen. Beteiligt waren zwölf Mannschaften, die in zwei Divisionen eingeteilt waren. Den Europameistertitel gewann zum 14. Mal Frankreich.

## Modus
Tabellenpunkte: Für einen Sieg gab es drei Punkte, für ein Unentschieden zwei Punkte, bei einer Niederlage einen Punkt.
Spielpunkte: 4 Punkte für einen Versuch, 2 Punkte für eine Erhöhung, 3 Punkte für einen Strafstoß, 3 Punkte für ein Dropgoal.

## Erste Division
|    | Land        | Spiele | Siege | Unent. | Ndlg. | Spiel- punkte | Diff. | Tabellen- punkte |
| -- | ----------- | ------ | ----- | ------ | ----- | ------------- | ----- | ---------------- |
| 1. | Frankreich  | 5      | 5     | 0      | 0     | 127:41        | + 86  | 15               |
| 2. | Italien     | 5      | 4     | 0      | 1     | 95:54         | + 41  | 13               |
| 3. | Rumänien    | 5      | 3     | 0      | 2     | 87:68         | + 19  | 11               |
| 4. | Polen       | 5      | 2     | 0      | 3     | 51:71         | − 20  | 9                |
| 5. | Spanien     | 5      | 0     | 1      | 4     | 31:92         | − 61  | 6                |
| 6. | Niederlande | 5      | 0     | 0      | 5     | 28:93         | − 65  | 6                |

| 25. Oktober 1975 | Italien | 28 : 13 | Polen | Stadio Comunale di Monigo, Treviso |
| 25. Oktober 1975 |         |         |       | Stadio Comunale di Monigo, Treviso |

| 2. November 1975 | Rumänien | 20 : 9 | Polen | Stadionul Dinamo, Bukarest |
| 2. November 1975 |          |        |       | Stadionul Dinamo, Bukarest |

| 23. November 1975 | Niederlande | 0 : 24 | Italien | Apeldoorn |
| 23. November 1975 |             |        |         | Apeldoorn |

| 23. November 1975 | Frankreich | 36 : 12 | Rumänien | Parc Lescure, Bordeaux |
| 23. November 1975 |            |         |          | Parc Lescure, Bordeaux |

| 7. Dezember 1975 | Niederlande | 4 : 4 | Spanien | NRCA, Amsterdam |
| 7. Dezember 1975 |             |       |         | NRCA, Amsterdam |

| 20. Dezember 1975 | Spanien | 6 : 19 | Italien | Estadio Nacional Universidad Complutense, Madrid |
| 20. Dezember 1975 |         |        |         | Estadio Nacional Universidad Complutense, Madrid |

| 11. Januar 1976 | Frankreich A | 71 : 6 | Niederlande | Stadium Nord, Villeneuve-d’Ascq |
| 11. Januar 1976 |              |        |             | Stadium Nord, Villeneuve-d’Ascq |

| 7. Februar 1976 | Italien | 11 : 23 | Frankreich A | Stadio Parco Urbano, Mailand |
| 7. Februar 1976 |         |         |              | Stadio Parco Urbano, Mailand |

| 28. Februar 1976 | Spanien | 0 : 36 | Frankreich A | Estadio Nacional Universidad Complutense, Madrid |
| 28. Februar 1976 |         |        |              | Estadio Nacional Universidad Complutense, Madrid |

| 26. März 1976 | Niederlande | 3 : 27 | Rumänien | Gemeentelijk Sportpark, Hilversum |
| 26. März 1976 |             |        |          | Gemeentelijk Sportpark, Hilversum |

| 4. April 1976 | Polen | 18 : 34 | Frankreich A | Krakau |
| 4. April 1976 |       |         |              | Krakau |

| 11. April 1976 | Polen | 12 : 3 | Niederlande | Stadion Gorniczy, Lublin |
| 11. April 1976 |       |        |             | Stadion Gorniczy, Lublin |

| 24. April 1976 | Italien | 13 : 12 | Rumänien | Stadio Ennio Tardini, Parma |
| 24. April 1976 |         |         |          | Stadio Ennio Tardini, Parma |

| 2. Mai 1976 | Rumänien | 16 : 7 | Spanien | Stadionul Dinamo, Bukarest |
| 2. Mai 1976 |          |        |         | Stadionul Dinamo, Bukarest |

| 15. Mai 1976 | Polen | 17 : 14 | Spanien | Białystok |
| 15. Mai 1976 |       |         |         | Białystok |

## Zweite Division

### Gruppe A
|    | Land        | Spiele | Siege | Unent. | Ndlg. | Spiel- punkte | Diff. | Tabellen- punkte |
| -- | ----------- | ------ | ----- | ------ | ----- | ------------- | ----- | ---------------- |
| 1. | Marokko     | 2      | 2     | 0      | 0     | 52:10         | + 42  | 6                |
| 2. | Deutschland | 2      | 1     | 0      | 1     | 46:33         | + 13  | 4                |
| 3. | Belgien     | 2      | 0     | 0      | 2     | 10:65         | − 55  | 2                |

| 26. Oktober 1975 | Deutschland | 43 : 3 | Belgien | Stadion am Bischofsholer Damm, Hannover |
| 26. Oktober 1975 |             |        |         | Stadion am Bischofsholer Damm, Hannover |

| 8. November 1975 | Belgien | 7 : 22 | Marokko | Heysel-Stadion (Annex), Brüssel |
| 8. November 1975 |         |        |         | Heysel-Stadion (Annex), Brüssel |

| 28. März 1976 | Marokko | 30 : 3 | Deutschland | Stade du C.O.C., Casablanca |
| 28. März 1976 |         |        |             | Stade du C.O.C., Casablanca |

### Gruppe B
|    | Land             | Spiele | Siege | Unent. | Ndlg. | Spiel- punkte | Diff. | Tabellen- punkte |
| -- | ---------------- | ------ | ----- | ------ | ----- | ------------- | ----- | ---------------- |
| 1. | Tschechoslowakei | 2      | 2     | 0      | 0     | 51:9          | + 42  | 6                |
| 2. | Jugoslawien      | 2      | 1     | 0      | 1     | 34:32         | + 2   | 4                |
| 3. | Schweiz          | 2      | 0     | 0      | 2     | 10:54         | − 44  | 2                |

| 26. Oktober 1975 | Tschechoslowakei | 28 : 3 | Jugoslawien | Gottwaldov |
| 26. Oktober 1975 |                  |        |             | Gottwaldov |

| 16. November 1975 | Schweiz | 6 : 23 | Tschechoslowakei | Lausanne |
| 16. November 1975 |         |        |                  | Lausanne |

| 25. April 1976 | Jugoslawien | 31 : 4 | Schweiz | Stadion Stari plac, Split |
| 25. April 1976 |             |        |         | Stadion Stari plac, Split |

Marokko und die Tschechoslowakei hatten dieselbe Punktedifferenz, doch Marokko stieg aufgrund der höheren Anzahl erzielter Spielpunkte auf.